# Kapi'olani
Kapi'olani, reina consort del Regne de Hawaii (n. Hilo, 31 de desembre de 1834 - Waikiki, 14 de juny de 1899). Es casà el 19 de desembre de 1863, sent ja vídua del Gran Cap Benjamin Namakeha-o-kalani de Maui, amb el futur rei David Kalakaua (que llavors era Gran Cap de Kauai), a més del seu cosí llunyà. El matrimoni tingué lloc a l'Església de Kawaiaha'o. Per tot això, Kapi'olani arribà a ser reina consort del Regne de Hawaii.

## Biografia
El seu nom en hawaià significa "Arc del Cel".
Era la neta de Kaumuali'i, l'últim rei de l'illa de Kauai abans que fos cedida a les unificades Illes Hawaii governades pel rei Kamehameha El Gran. Era, també, neta política de la Reina Regent Ka'ahumanu.
Dels seus pares biológics tingué dues germanes, Victoria i Virgínia.
El llegat principal de la reina Kapi'olani fou la fundació de l'Hospital Maternal Kapi'olani per a mares natives hawaianes. Perviu en l'actualitat com a Centre Mèdic Materno-infantil Kapi'olani, i fou el lloc de naixement de Barack Obama. Un dels principals parcs de Waikiki també porta el seu nom; el Parc Kapi'olani fou un obsequi del seu segon marit, David Kalakaua, en el seu honor.
Kapi'olani, com altres membres de la reialesa hawaiana, també va destacar com a compositora. Entre les seves obres, destaca una cançó d'amor dedicada al seu marit, David Kalakaua, anomenada Ka Ipo Lei Manu, tot i que el rei no va poder escoltar-la perquè va morir abans.
Una de les seves majors preocupacions eren els pacients malalts de lepra de Kaulapapa (Molokai). També la perpetuació de la raça hawaiana, per la que lluitava a través de la Societat de Beneficència Ho'oulu Lahui.

## Distincions honorífiques
- Medalla del Rei Kalakaua. Regne de Hawaii.
- Dama Gran Creu de la Reial Orde de Kamehameha I. Regne de Hawaii.
- Dama Gran Creu de la Reial Orde de Kalakaua I. Regne de Hawaii.
- Medalla de la Coronació del rei Kalakaua. Regne de Hawaii.
- Dama Gran Creu de la Reial Orde de la Corona de Hawaii. Regne de Hawaii.
- Dama Gran Creu de la Reial Orde de Kapi'olani. Regne de Hawaii.
- Medalla del Jubileu del Rei Kalakaua. Regne de Hawaii.
- Medalla Commemorativa del Jubileu d'Or de la Reina Victòria. Regne Unit.
- Dama Gran Cordó de l'Orde de la Preciosa Corona. Imperi Japonès.
- Dama Gran Creu de la Orde de Sant Sava. Regne de Sèrbia.